# سلمی بن زیاده
سلمی بن زیاد (به عربی: سلمی بن زیادة) یک منطقهٔ مسکونی در الجزایر است که در ناحیه عوانه واقع شده‌است. سلمی بن زیاد ۱٬۵۶۴ نفر جمعیت دارد.